# Gare du Val d’Europe
Gare du Val d'Europe vasútállomás és RER állomás Franciaországban, Serris településen.

## Vasútvonalak
Az állomást az alábbi vasútvonalak érintik:

## Kapcsolódó állomások
A vasútállomáshoz az alábbi állomások vannak a legközelebb:
- Gare de Bussy-Saint-Georges (Gare de Saint-Germain-en-Laye, A RER-vonal)
- Gare de Marne-la-Vallée - Chessy (Gare de Marne-la-Vallée - Chessy, A RER-vonal)

## Lásd még
- Franciaország vasútállomásainak listája
- A RER állomásainak listája